# Саръчевски конак
Саръчевският конак (на турски: Konak) е обществена сграда, архитектурна забележителности в южномакедонското село Саръчево (Валтохори), Гърция.
Конакът е разположен в южната част на селото. Представлява красива сграда, построена в XIX век като дом на турския бей Аднан Хефси. Сградата е в добро състояние и е типичен пример за османската архитектура от XIX век.